# Bäckatorp
Bäckatorp är en ort i Kvistbro socken i Lekebergs kommun i Närke. Fram till och med år 2000 klassade SCB Bäckatorp som småort, med namnet Bäcketorp. Från 2015 avgränsar SCB här åter en småort.